# Суд присяжных (опера)
Суд прися́жных (англ. Trial by Jury) — одноактная драматическая кантата, комическая опера или оперетта, композитора Артура Салливана и либреттиста Уильяма Гилберта. Премьера оперы состоялась 25 марта 1875 года в театре Роялти в Лондоне.

## История
Премьера оперы состоялась через три года после предыдущего сотрудничества Гилберта и Салливана (опера «Феспис», 1871), после которого их пути временно разошлись. Начиная с 1873 года, Гилберт пытался несколько раз предложить своё либретто импресарио Ричарду Д’Ойли Карту, последний позже предложил ему обратиться к Салливану, который был очень доволен либретто и достаточно быстро написал музыку.
Как и большинство опер Гилберта и Салливана, «Суд присяжных» имеет весьма нелепый сюжет, но персонажи ведут себя так, будто всё происходящее соответствует здравому смыслу. Этот метод повествования притупляет некоторые колкости в адрес лицемерия, как власть имущих, так и якобы порядочных людей и учреждений. Опера изображает судебный процесс, рассматривающий дело о нарушении обещания жениться, в котором судья и правовая система являются объектами легкой сатиры.
Словесная пародия в опере дополняется пародиями музыкальными. Например, ария Ответчика пародирует итальянскую любовную арию:
Когда её я увидал,

Я замер, поражённый:

Я в ней увидел идеал

Любви незамутнённой.

Я клялся, что её удел — 

Конечно, брак законный,

И я вздыхал, сопел, пыхтел,

Как истинно влюблённый.

Но оказалась она

Занудой церемонной,

И вмиг исчезла новизна

Влюблённости бездонной.

Другую деву встретил я

И стал как вновь рождённый:

Теперь, восторга не тая,

Хожу, в неё влюблённый.
В течение первого года оперу дали 131 раз. Критики и зрители высоко оценили хорошую и жизнерадостную музыку этой оперы в сочетании с остроумной сатирой Гилберта.

## Действующие лица

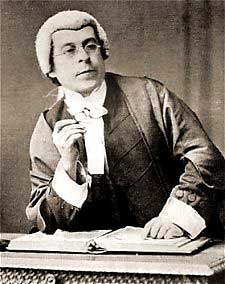
Фред Салливан в роли Судьи, ок. 1875 г.

| Роль                                     | Певческий голос    | Театр Роялти 25 марта 1875 года      |
| ---------------------------------------- | ------------------ | ------------------------------------ |
| Судья                                    | комический баритон | Фред Салливан (F. Sullivan)          |
| Адвокат истицы                           | лирический баритон | Джон Холлингсворт (J. Hollingsworth) |
| Старшина присяжных                       | бас                | Чарльз Келлер (C. Kelleher)          |
| Ответчик                                 | тенор              | Уолтер Фишер (W. H. Fisher)          |
| Судебный пристав                         | бас-баритон        | Белвиль Пеппер (B. R. Pepper)        |
| Истица, невеста                          | сопрано            | Нелли Бромли (N. Bromley)            |
| Подружка истицы                          |                    | Мэй Фортескью (M. Fortescue)         |
| Хор подружек истицы, присяжных и публики |                    |                                      |

## Музыкальные номера

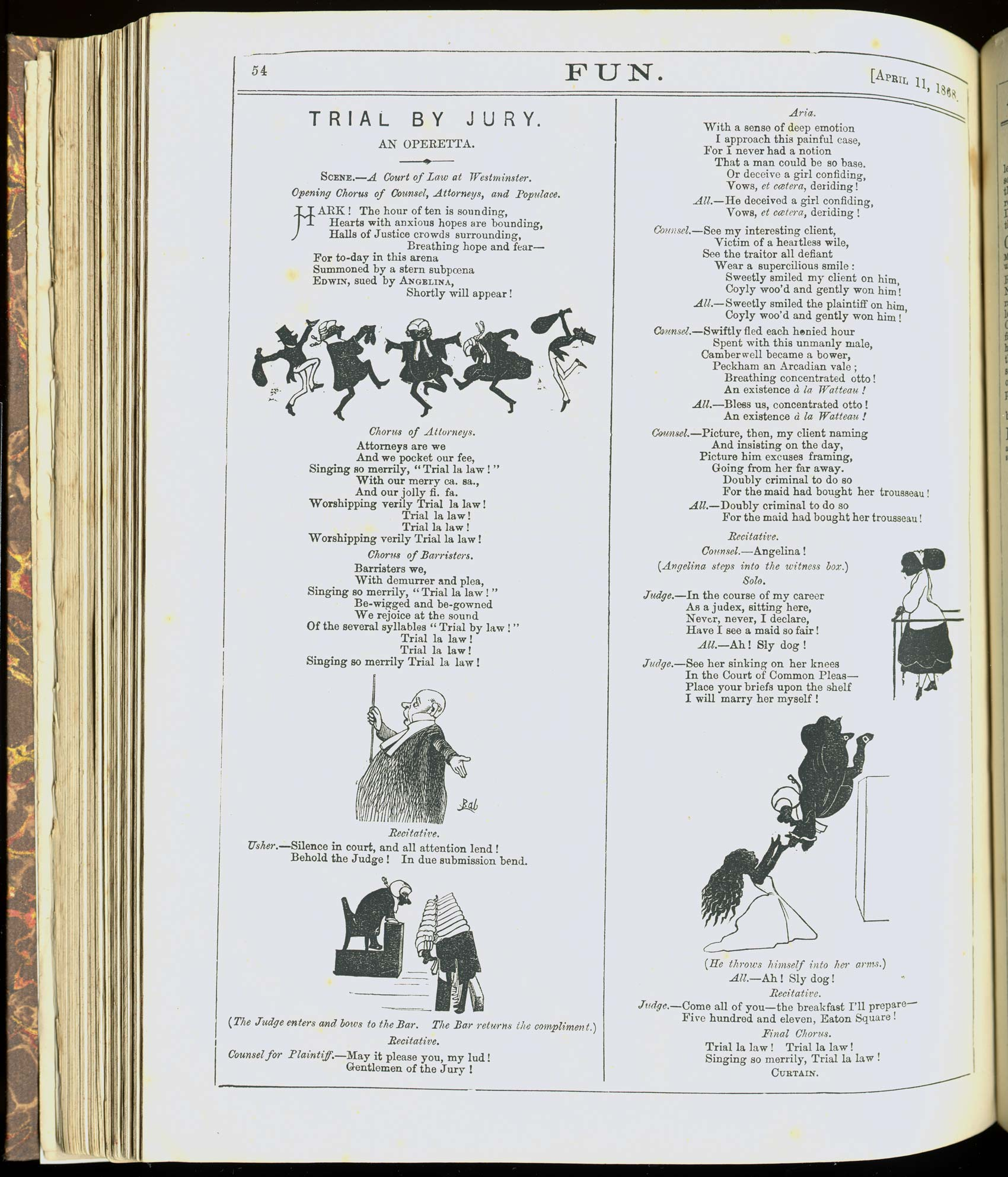
Оригинал пьесы У. Гилберта, изданной в 1868 г.

- 1. «Hark, the hour of ten is sounding» (хор)
  - «Now, Jurymen, hear my advice» (Судебный пристав)
- 1a. «Is this the Court of the Exchequer?», соло и хор (Ответчик, ансамбль)
- 2. «When first my old, old love I knew» (Ответчик, хор)
  - «Silence in Court!» (Судебный пристав)
- 3. «All hail great Judge!» (ансамбль, Судья, хор)
- 4. «When I, good friends, was call'd to the Bar» (Судья, ансамбль)
- 5. «Swear thou the Jury» (Адвокат, Судебный пристав)
  - «Oh will you swear by yonder skies» (Судебный пристав, хор)
- 6. «Where is the Plaintiff?» (Адвокат, Судебный пристав)
  - «Comes the broken flower» (Истица, хор подружек истицы)
- 7. «Oh, never, never, never, since I joined the human race» (Судья, Старшина присяжных, хор)
- 8. «May it please you, my lud!» (Адвокат истицы, хор)
- 9. «That she is reeling is plain to see!» (Судья, Старшина присяжных, Истица, Адвокат, хор)
- 10. «Oh, gentlemen, listen, I pray» (Ответчик, хор подружек истицы)
- 11. «That seems a reasonable proposition» (Судья, Адвокат, хор)
- 12. «A nice dilemma we have here», секстет (ансамбль)
- 13 «I love him, I love him, with fervour unceasing», дуэт, хор и солисты (Истица, Ответчик, хор)
  - «The question, gentlemen, is one of liquor» (Судья, ансамбль)
- 14. «Oh, joy unbounded, with wealth surrounded» (ансамбль)

## Содержание оперы
Зал Дворца правосудия.
Кафедра судьи, ложа присяжных, места для участников судебного разбирательства, скамьи для публики.

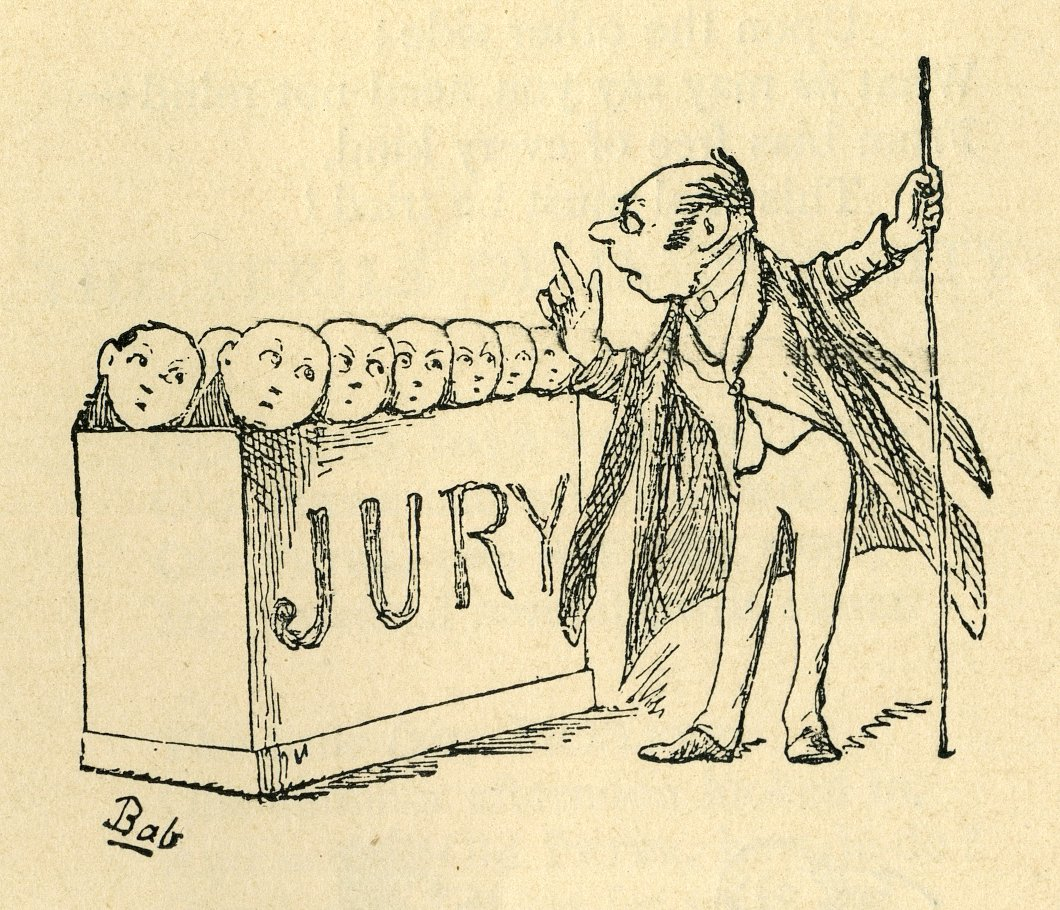
Пристав обращается к присяжным, рис. У. Гилберта

Судебный пристав предваряет рассмотрение дела, увещевает присяжных выслушать дело Истицы-невесты с разбитым сердцем и не возражать против того, что в своё оправдание скажет «хулиганский ответчик», и добавляет, что суд, рассматривая это дело, должен быть свободным от всяких предубеждений. Прибывает Ответчик (Эдвин) и присяжные встречают его с неприятием, хотя, на что он им указывает, они еще понятия не имеют об обстоятельствах этого дела. Он рассказывает им с удивительной откровенностью, что он бросил Истицу, потому что она стала «ревнивой занудой», и он быстро сошелся с другой женщиной. Присяжные вспоминают свою изменчивую молодость, но теперь они респектабельные господа и не имеют никакого сочувствия к Ответчику.
Во всем великолепии входит Судья и описывает как он получил эту должность, ухаживая за пожилой и некрасивой дочерью богатого атторнея, который помогал юридической карьере своего будущего зятя до тех пор пока Судья не бросил его дочь, став таким же богатым как банкиры Гёрни. Присяжные и публика в восторге от судьи, и игнорируют то, что он признал за собой тот же поступок, в котором сейчас обвиняется Ответчик.

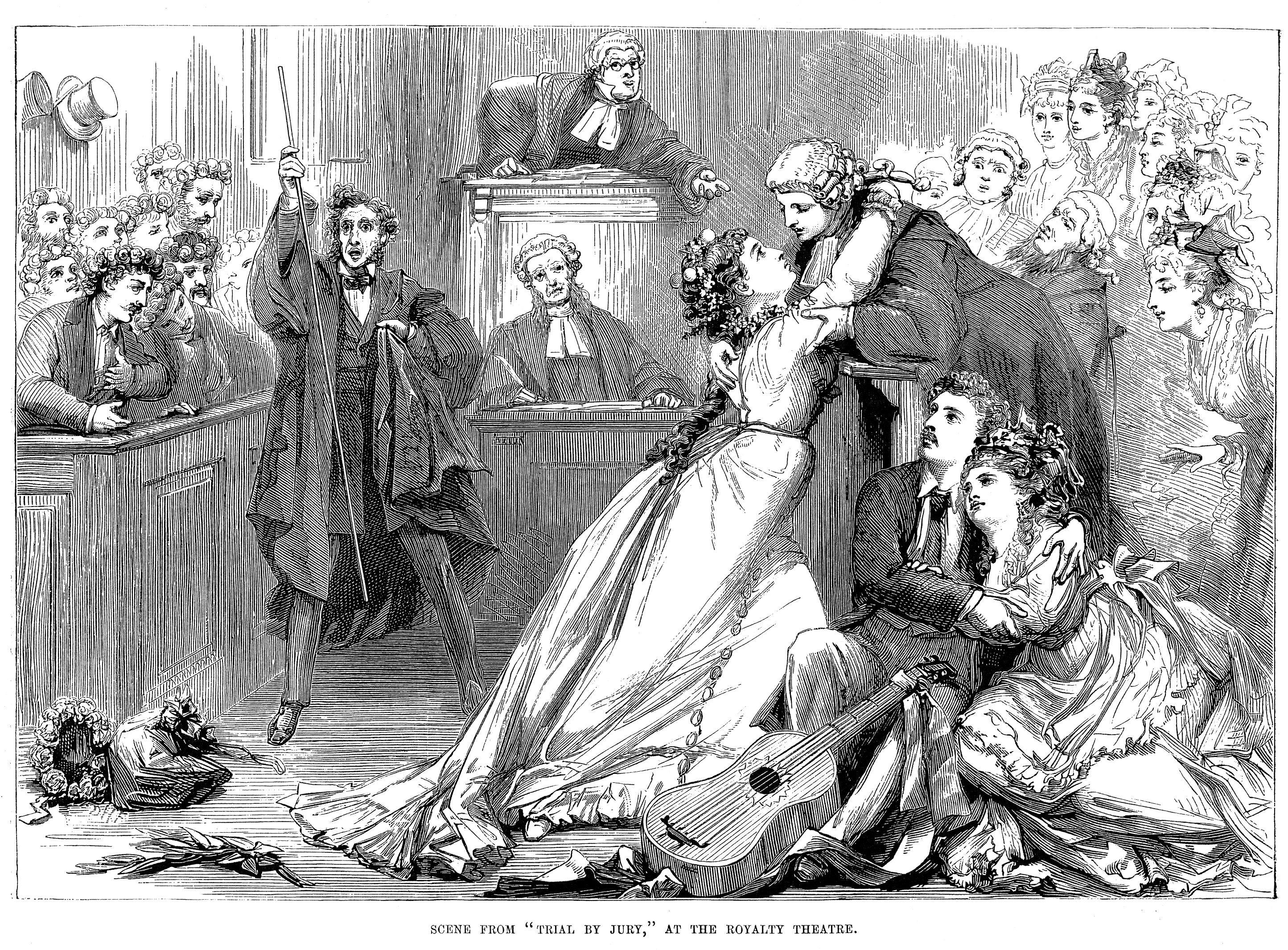
Сцена из оперы, 1875 г.

Затем присяжные приводятся к присяге и вызывается Истица (Анджелина). Сначала входят подружки Истицы, одна из которых бросается в глаза судьи, затем в свадебном платье появляется сама Истица и мгновенно захватывает сердце как судьи, так и присяжных. Адвокат Истицы произносит трогательную речь с подробным описанием предательства Эдвина. Анджелина симулирует страдание и падает сначала в объятия Старшины присяжных, затем Судьи. Эдвин парирует, что его перемена чувств — абсолютно естественна.
Ответчик предлагает жениться одновременно на Истице и на его новой возлюбленной, если это могло бы удовлетворить всех. Судья сначала считает, что это разумное предложение, но Адвокат утверждает, что со времен Якова II, это является «довольно серьёзным преступлением». Озадаченные, каждый в суде размышляет над этой дилеммой, пародируя итальянский оперный ансамбль.
Анджелина отчаянно обнимает Эдвина, демонстрируя всю глубину своей любви и оплакивая свои потери, как доказательство ущерба, который он ей нанес и за который присяжные должны заставить его заплатить. Эдвин в свою очередь заявляет, что он является курильщиком, пьяницей и хулиганом, что Истица не вынесла бы даже одного дня с ним, следовательно, ущерб — незначительный. Судья предлагает напоить Эдвина, чтобы посмотреть, сможет ли он на самом деле ударить и пнуть Анджелину, но каждый, кроме Эдвина, протестует против подобного эксперимента. Тогда Судья, желая побыстрее управиться с этим делом, предлагает Анджелине выйти замуж за него самого. Это решение всех удовлетворяет, Анджелина соглашается и опера завершается «беспредельной радостью» (Oh, joy unbounded).